# Mordechaj Żurawski
Mordechaj Żurawski lub Mieczysław Żurawski, Mordka Żurawski (ur. 11 czerwca 1910 w Kłodawie, zm. 5 marca 1989 w Gederze) – polski rzeźnik pochodzenia żydowskiego, więzień i uciekinier z niemieckiego obozu zagłady w Chełmnie nad Nerem.

## Życiorys
Urodził się 11 czerwca 1910 roku w Kłodawie, chociaż sam jako miejsce urodzenia wskazywał Włocławek lub Chodecz. Był synem Arona Fawela i Liby Ruchel, chociaż sam wielokrotnie podawał inne imiona. Z zawodu był rzeźnikiem, przed II wojną światową wraz z całą rodziną mieszkał we Włocławku przy ulicy Łęckiej 63. Był działaczem partii Poalej Syjon.
W czasie okupacji niemieckiej trafił do włocławskiego getta, a następnie po jego likwidacji został wywieziony wraz z bratem i ojcem na roboty przymusowe do Poznania. Początkowo przebywał w Forcie Radziwiłł, a następnie w obozie Remu przy ulicy Bielniki. Z Poznania został deportowany do getta łódzkiego i 10 maja 1944 wywieziony ze stacji Radogoszcz do obozu zagłady SS-Sonderkommando Kulmhof. W obozie przydzielono go do „komanda leśnego” (Waldkommando) w Lesie Rzuchowskim. Uciekł podczas likwidacji obozu 17/18 stycznia 1945 na krótko przed wkroczeniem Armii Czerwonej. Uciekł rzucając się z nożem na prowadzących go na rozstrzelanie wartowników, następnie zbiegł i ukrył się w stodole należącej do Przybylskiej we wsi Ostrów. Był jednym z zaledwie sześciu więźniów SS-Sonderkommando Kulmhof, którzy przeżyli wojnę. 
Po wojnie powrócił do pracy jako rzeźnik, złożył również relację na temat zbrodni popełnionych w Chełmnie nad Nerem. Zeznawał w śledztwie Władysława Bednarza dotyczącym SS-Sonderkommando Kulmhof. Był świadkiem w procesie Arthura Greisera i Hermana Gielowa, a w 1961 w procesie Adolfa Eichmanna. Zeznawał też w niemieckim procesie załogi SS-Sonderkommando Kulmhof w 1963. 
Na początku lat 50. XX wieku wyemigrował do Izraela. Zamieszkał w Gederze, gdzie zmarł, 5 marca 1989 roku.